# Sylagusowate
Sylagusowate (Sillaginidae) – rodzina ryb okoniokształtnych.
Występowanie: Ocean Indyjski i zachodni Pacyfik

## Klasyfikacja
Rodzaje zaliczane do tej rodziny:
Sillaginodes — Sillaginopsis — Sillago